# Камерный оркестр Европы
Камерный оркестр Европы (англ. Chamber Orchestra of Europe; COE) — академический музыкальный коллектив, основанный в 1981 г. и базирующийся в Лондоне. Среди 50 музыкантов оркестра — представители 15 европейских стран.
Первоначально оркестр был создан по инициативе музыкантов Молодёжного оркестра Европейского сообщества, вышедших за возрастные пределы этого коллектива, но желавших и дальше выступать вместе; среди основателей коллектива был, в частности, гобоист Дуглас Бойд. Под руководством руководителя Молодёжного оркестра Клаудио Аббадо состоялись первые выступления и гастроли нового состава. В разное время выступлениями и записями оркестра руководили и другие выдающиеся дирижёры, особое влияние оказали Георг Шолти, Николаус Арнонкур и Роджер Норрингтон — по мнению последнего, Камерный оркестр Европы принадлежит к лучшим камерным оркестрам мира наряду с «Зальцбургской камератой». Среди оркестрантов также были заметные музыканты, в том числе концертмейстер оркестра в 1987—1996 гг. Герард Корстен.